# Piotr (Haile Sillassie)
Piotr (imię świeckie Zereädawit Haile Sillassie, ur. 1960) – duchowny Etiopskiego Kościoła Ortodoksyjnego, od 2017 biskup Szirie. Sakrę biskupią otrzymał 16 lipca 2017.